# Benjamin Tallmadge

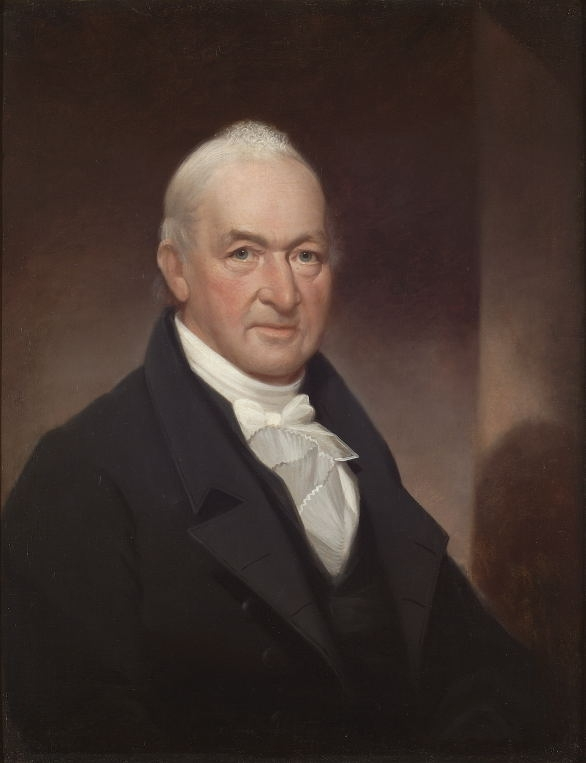
Benjamin Tallmadge (Gemälde von Ezra Ames)

Benjamin Tallmadge (* 25. Februar 1754 in Brookhaven, Provinz New York; † 7. März 1835 in Litchfield, Connecticut) war ein US-amerikanischer Politiker. Zwischen 1801 und 1817 vertrat er den Bundesstaat Connecticut im US-Repräsentantenhaus.

## Werdegang
Benjamin Tallmadge wurde im Jahr 1754 während der britischen Kolonialzeit in Brookhaven auf Long Island geboren. Bis zum Jahr 1773 studierte er am Yale College; zwischen 1773 und 1776 war er Leiter der Wethersfield High School. Beim Ausbruch des Unabhängigkeitskrieges schloss er sich der amerikanischen Sache an und wurde Kavallerieoffizier in der Kontinentalarmee, in der er bis zum Major und Brevet-Lieutenant-Colonel aufstieg. Dort war er zeitweise Leiter des Culper Rings. Er gilt als einer der ersten amerikanischen Geheimdienstoffiziere.
Nach dem Krieg zog Tallmadge im Jahr 1783 nach Litchfield in Connecticut. Dort wurde er im Jahr 1792 Posthalter. Außerdem wurde er der erste Präsident der Phoenix Branch Bank. Darüber hinaus war er zunächst Schatzmeister und dann ebenfalls Präsident der Society of the Cincinnati, einer Gesellschaft zur Wahrung der Traditionen der amerikanischen Revolution. Politisch wurde Tallmadge Mitglied der Föderalistischen Partei.
Bei den staatsweit abgehaltenen Kongresswahlen des Jahres 1800 wurde Tallmadge für den ersten Abgeordnetensitz seines Staates in das US-Repräsentantenhaus in Washington, D.C. gewählt, wo er am 4. März 1801 die Nachfolge von William Edmond antrat. Nach sieben Wiederwahlen konnte er bis zum 3. März 1817 acht Legislaturperioden im Kongress absolvieren. In diese Zeit fielen unter anderem der Britisch-Amerikanische Krieg von 1812 und der Erwerb des Louisiana-Territoriums durch Thomas Jeffersons Louisiana Purchase im Jahr 1803.
Im Jahr 1816 verzichtete Tallmadge auf eine weitere Kandidatur. Nach seiner Zeit im Kongress war er im Handel, und hier vor allem im Importgeschäft, tätig. Außerdem war er weiterhin im Bankgewerbe aktiv. Er starb am 7. März 1835 in Litchfield und wurde dort auch beigesetzt. Benjamin Tallmadge, nach dem der Ort Tallmadge in Ohio benannt ist, war der Vater von Frederick A. Tallmadge (1792–1869), der zwischen 1847 und 1849 den Staat New York im US-Repräsentantenhaus vertrat.

## Verfilmungen
In der US-amerikanischen Historienserie Turn: Washington’s Spies, die sich mit der unter George Washingtons Befehl stehenden Spionageverbindung Culper Ring beschäftigt, spielt die Person des Benjamin Tallmadge eine wichtige Rolle.